# Reterre
 Reterre  es una comuna (municipio) de Francia, en la región de Lemosín, departamento de Creuse, en el distrito de Aubusson, en el cantón de Évaux-les-Bains.
Su población en el censo de 1999 era de 319 habitantes. 
Está integrada en la Communauté de communes Auzancea-Bellegarde-en-Marche.

## Demografía
| 433 | 476 | 424 | 380 | 365 | 319 |
| Para los censos de 1962 a 1999 la población legal corresponde a la población sin duplicidades (Fuente: INSEE [Consultar]) |     |     |     |     |     |